# Mulyorejo (Cepu)
Mulyorejo is een bestuurslaag in het regentschap Blora van de provincie Midden-Java, Indonesië. Mulyorejo telt 2719 inwoners (volkstelling 2010).